# Guillaume Dilhan
Guillaume Dilhan, né Majean Adolphe Guillaume Dilhan le 5 février 1800 à Lombez (Gers), et mort le 19 janvier 1864 à Paris (10e arrondissement), est un homme politique français.

## Biographie
Magistrat, il est conseiller à la cour d'appel de Toulouse. Il est député de l'Ariège de 1842 à 1848, siégeant au centre et soutenant les ministères de la Monarchie de Juillet. Il est ensuite nommé à La Réunion, et prend sa retraite en 1862.
En 1846, il est nommé chevalier de la Légion d'honneur.

## Sources
- « Guillaume Dilhan », dans Adolphe Robert et Gaston Cougny, Dictionnaire des parlementaires français, Edgar Bourloton, 1889-1891 [détail de l’édition]